# Australiens försvarsstyrkor
Australiens försvarsstyrkor (engelska: Australian Defence Force, ADF), är den militära organisation som ansvarar för försvaret av Australien. De består av Royal Australian Navy, Australian Army, Royal Australian Air Force samt ett antal så kallade tri-service-enheter som arbetar med samtliga tre försvarsgrenar.
Under de första årtiondena av 1900-talet etablerade Australiens regering tre separata militära grenar. Var och en av dem har en oberoende befälsstruktur. År 1976 genomfördes en strategisk ändring vilket etablerade ADF för att placera de olika grenarna under ett enskilt huvudkvarter. Efterhand har graden av samarbete och integrering mellan grenarna ökat och många tränings- och transportorganisationer är idag behjälpliga samtliga tre försvarsgrenar. 
ADF är en teknologiskt avancerat organisation men relativt liten räknat i antal tjänstgörande soldater. Även om ADF:s 53 000 personer i aktiv tjänst och 20 000 i reservstyrkorna gör Australiens försvar till det största i Oceanien är det mycket mindre än de flesta asiatiska försvarsorganisationerna och lider av brist på vissa kategorier av utbildad personal. Trots detta är ADF kapabelt att utplacera styrkor på ett flertal platser utanför Australien. 

## Roll

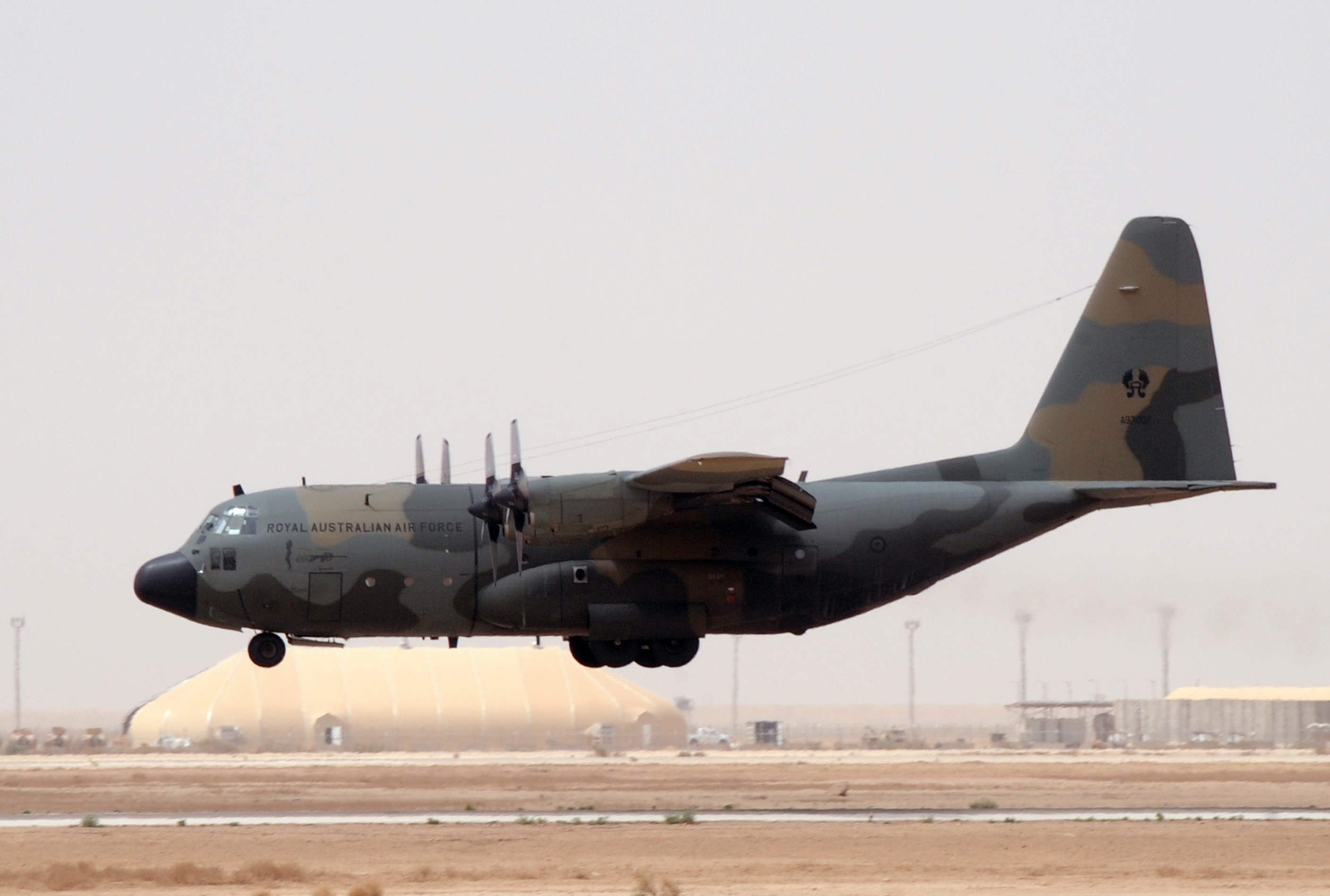
Ett RAAF C-130 Hercules i Irak under 2008.

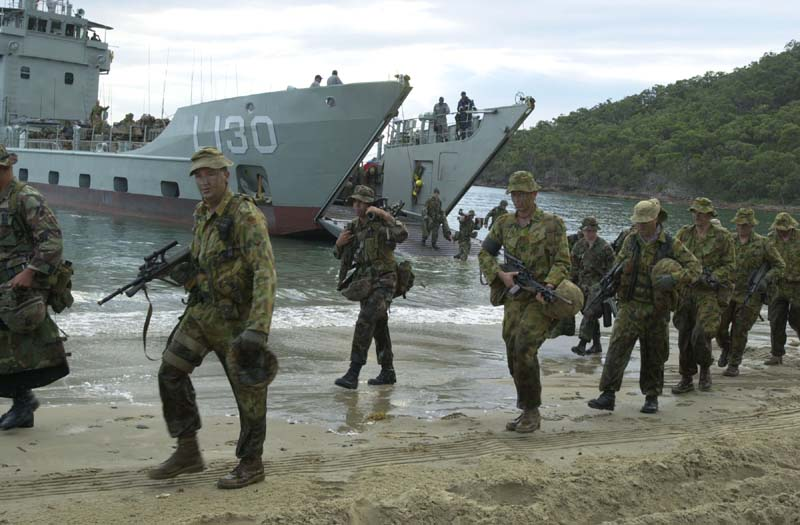
Australiska och amerikanska soldater sätts i land från år 2001.

### Juridisk status
ADF:S juridiska status bygger på avsnitt ur den australiska konstitutionen. Avsnitt 51(vi) ger Statsförbundsregeringen makten att skapa lagar avseende Australiens försvar och försvarsstyrkor. Avsnitt 114 ur konstitutionen hindrar de olika staterna från att bilda militära styrkor utan tillstånd från Australiens parlament och avsnitt 119 ger Statsförbundet ansvar för att försvara Australien från invasion och fastslår när regeringen kan utplacera styrkor för aktiv tjänst inom Australien.
Avsnitt 68 ur konstitutionen fastslår ADF:S befälsstruktur. Avsnittet anger att överbefälhavaren över flottan och armén är generalguvernören som drottningens representant. Konstitutionen nämner inte flygvapnet eftersom flygplan inte fanns när konstitutionen skrevs. Senare lagstiftning placerar flygvapnet under samma befälsstruktur. I praktiken spelare inte generalguvernören en aktiv del av ADF:s befälsstruktur och den valda australiska regeringen kontrollerar försvaret. Försvarsministern och flera underordnade ministrar står för denna kontroll, men den nationella säkerhetskommitténs kabinett bedömer viktigare frågor. Ministrarna ger sedan sina råd till generalguvernören som agerar enligt dessa råd.

### Nuvarande prioriteringar
År 2000 togs ett dokument fram av den australiska regeringen som presenterar alla aspekter av dess försvarspolicy. Det så kallade Vita pappret fastslår och förklarar ADF:s prioriteringar. Det första av dessa prioriteringar är att behålla förmågan att försvara Australien från alla sannolika anfall, utan att vara beroende av hjälp utifrån. Den andra prioriteringen är att bidra till säkerheten i Australiens omedelbara omgivning genom att samarbeta med internationella koalitioner med styrkor från grannländer och länder deltagande i fredsbevarande styrkor sanktionerade av Förenta Nationerna. Den tredje prioriteringen är att bidra till internationella koalitioner utanför Australiens omedelbara närhet där australiska intressen hotas. ADF ansvarar också för att bidra till kustbevakning samt ska vara behjälplig vid naturkatastrofer och andra större katastrofer.